# شرطة مساعدة

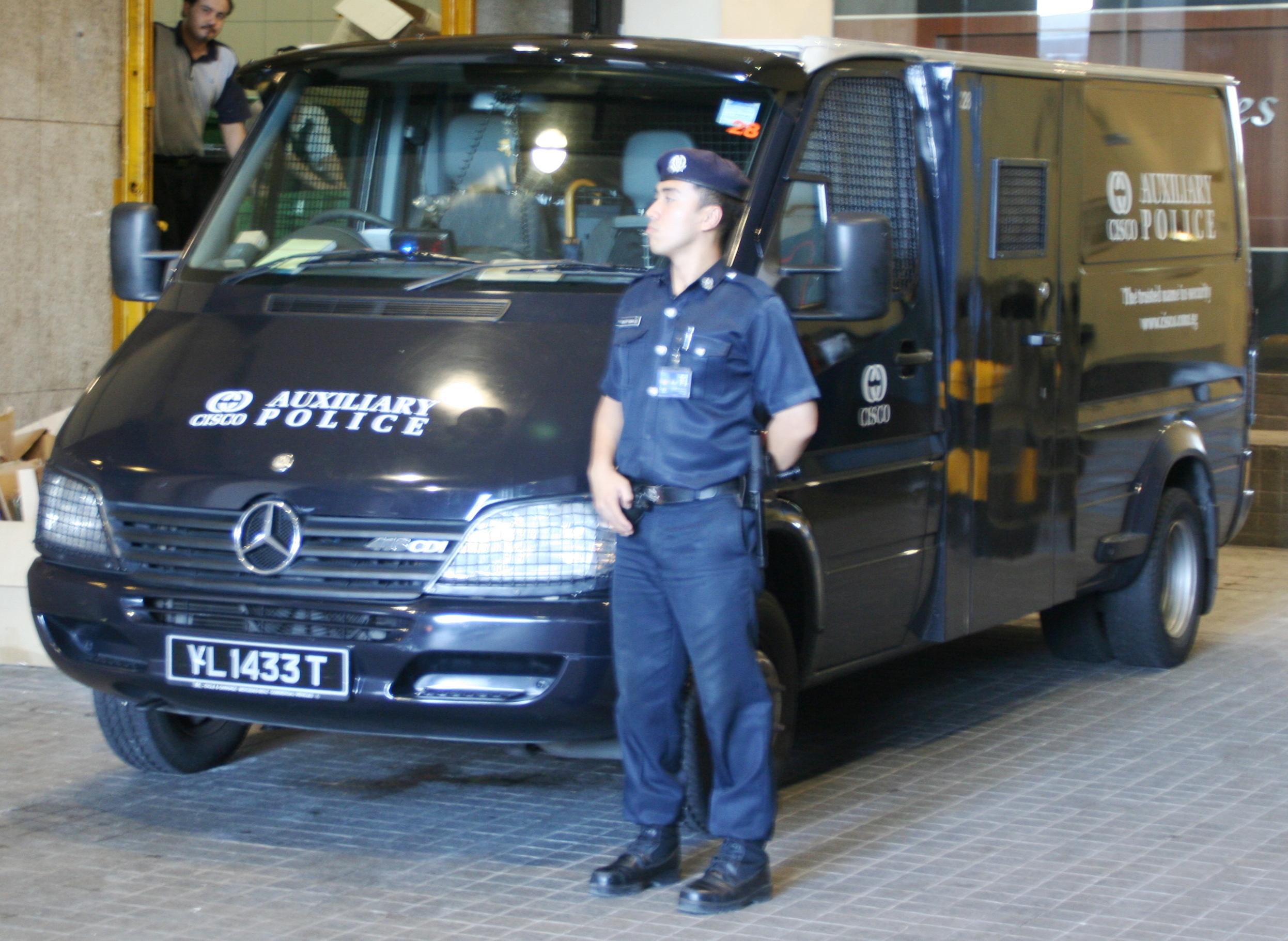
يقف ضابط شرطة لحراسة شاحنة مصفحة بينما يقوم زملاؤه بتسليم سلع ذات قيمة عالية من وإلى عملاء في Change Alley، سنغافورة.

الشرطة المساعدة، التي تسمى أيضًا الشرطة الخاصة، عادة ما تكون احتياط بدوام جزئي لقوة شرطة نظامية. قد تكون مسلحة أو غير مسلحة. قد يكونون متطوعين غير مدفوعين الأجر أو أعضاء مدفوعين الاجر في خدمة الشرطة التي ينتمون إليها. في معظم الولايات القضائية، يتم تمكين ضباط الشرطة المساعدة في إجراء عمليات اعتقال عند حدوث جرائم في اثناء وجودهم.

## ألمانيا
في جمهورية ألمانيا الاتحادية، لا توجد قوات شرطة إضافية ( Freiwilliger Polizeidienst أو Sicherheitswacht ) إلا في بضع ولايات: بادن فورتمبيرغ وبافاريا وهيسن وساكسونيا. تم حل الشرطة المساعدة ( Freiwillige Polizei-Reserve (FPR) ) في برلين في عام 2002.  